# Stadio Comunale (Arezzo)
Stadio Comunale – stadion piłkarski znajdujący się w mieście Arezzo we Włoszech.
Swoje mecze rozgrywa na nim zespół AC Arezzo. Jego pojemność wynosi 13 128.